# Гонда вода
Гонда вода е концентрационен лагер, създаден с постановление № 3 на Министерския съвет в едноименната местност в Родопите през януари 1941 г.
Намира се на 6 – 7 km от Асеновград, по-рано е ползван като летовище за деца.
В лагера са затваряни дейци на Българската комунистическа партия, Работническия младежки съюз и други участници в съпротивителното движение. През юни 1941 г. в лагера има 25 интернирани, по-късно общият брой достига 162 души.
През юни 1941 същата година близо до „Гонда вода“ е създаден женски отдел „Свети Никола“. Той е разположен в едноименната местност и в него са задържани 16 лагеристки.
Организирани на военен принцип – във взводове и отделения, концлагеристите са принуждавани да работят в горското стопанство, при изграждането на пътища и в самия лагер. На 15 и на 31 август 1941 г. отряд от 70 души от бойните групи в района прави безуспешни опити да освободи интернираните. Впоследствие обаче десетки концлагеристи успяват да избягат и да се включат в партизанското движение в България.
През декември 1941 г. „Гонда вода“ е закрит, но е преоткрит през пролетта на 1942 г. Тогава лагеристите са 50 души. През май 1943 г. затворените в „Гонда вода“ са 59 мъже, а в „Свети Никола“, който е единственият женски лагер – 81 жени. Лагерът е официално закрит и интернираните са освободени през есента на 1943 г.
Сред задържаните в лагера са Аврам Гачев, Венко Марковски, Велко Спанчев, Георги Узунов, Атанас Стойков, Неделчо Чобанов.